# Irena Velková
Irena Velková (* 3. listopadu 1951 Brno) je česká architektka, ilustrátorka a galeristka.

## Život
Narodila se v Brně 3. listopadu 1951. V roce 1976 absolvovala Fakultu architektury Vysokého učení technického v Brně. V 80. letech se věnovala ilustracím, mimo jiné pro dětské časopisy Sluníčko a Mateřídouška nebo logopedické publikace Františka Kábeleho a Bohdany Pávkové.
Vzala si za manžela architekta Jana Velka (1952–2023) a měla s ním syna Jana a dceru Noru. Velek navazoval na architektonickou tradici svého otce Jiřího i děda Jana Antonína Velka, vystudoval architekturu dva roky po své choti a přidal ještě studium v Ateliéru architektury na Akademii výtvarných umění v Praze. Mezi jeho známými pracemi byla rekonstrukce kavárny Era v brněnských Černých Polích.
Manželé společně v roce 1990 založili Galerii Sýpka v Osové Bítýšce u Vlkova v rozlehlé zrekonstruované barokní sýpce, kterou získali v roce 1985. Od ní se v roce 2003 odvinul také vznik Aukčního domu Sýpka, jehož řízení se Irena Velková začala věnovat. V roce 2002 založili také společný architektonický ateliér Velek architekti.
V roce 1994 získala spolu s manželem Cenu města Brna.